# Fourques, Gard
Fourques este o comună în departamentul Gard din sudul Franței. În 2009 avea o populație de 2.897 de locuitori.

## Evoluția populației
| An        | 1975  | 1982  | 1990  | 1999  | 2006  | 2009  |
| --------- | ----- | ----- | ----- | ----- | ----- | ----- |
| Populație | 1.614 | 2.047 | 2.251 | 2.544 | 2.742 | 2.897 |